# Tiantai
Tiantai léase Tián-Tái (en chino simplificado, 天台县; pinyin, Tiāntái xiàn) es un condado bajo la administración directa de la ciudad-prefectura de Taizhou. Se ubica en la provincia de Zhejiang, este de la República Popular China. Su área es de 1431 km² y su población total para 2010 fue cercana a los 400 mil habitantes.

## Administración
El condado de Tiantai se divide en 10 pueblos que se administran en 3 subdistritos, 7 poblados y 5 villas.